# Williams FW08
Chronologie des modèles (1982)
Williams FW07C Williams FW08C
La Williams FW08 est une monoplace de Formule 1 engagée par l'écurie Williams F1 Team lors du championnat du monde de Formule 1 1982, dès la cinquième manche en Belgique afin de remplacer la Williams FW07C. Elle est pilotée par l'Irlandais Derek Daly, en provenance de Theodore Racing et le Finlandais Keke Rosberg, transfuge de Fittipaldi Automotive.
Cette FW08, équipée d'un moteur V8 Ford-Cosworth atmosphérique, permet à Rosberg de remporter le championnat du monde face aux moteurs turbocompressés, bien que Williams doive s'incliner au championnat des constructeurs.

## Résultats en championnat du monde de Formule 1

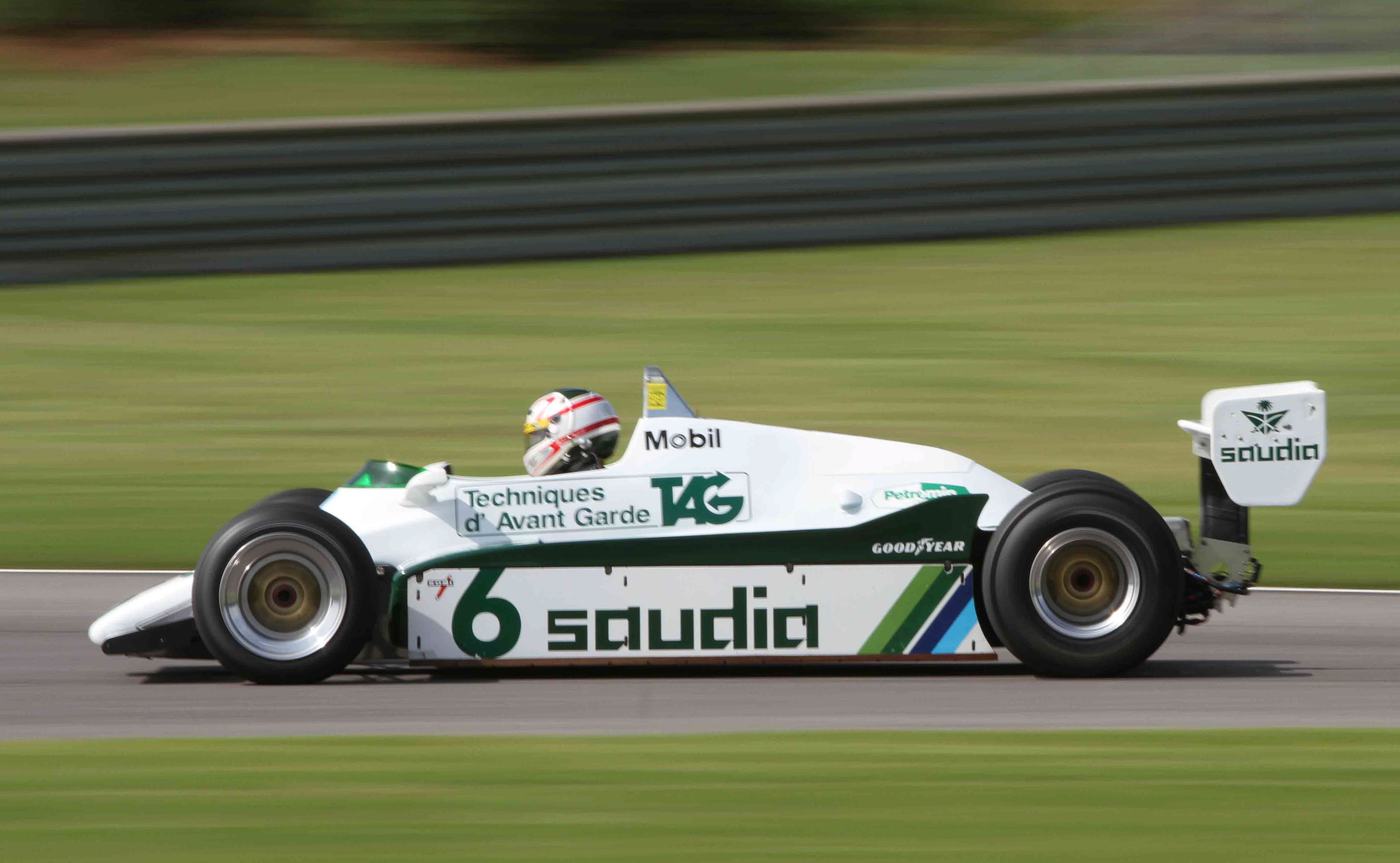
La Williams FW08 de Keke Rosberg en démonstration en 2010.

| Saison | Écurie            | Moteur               | Pneus    | Pilotes      | Courses | Courses | Courses | Courses | Courses | Courses | Courses | Courses | Courses | Courses | Courses | Courses | Courses | Courses | Courses | Courses | Points inscrits | Classement |
| Saison | Écurie            | Moteur               | Pneus    | Pilotes      | 1       | 2       | 3       | 4       | 5       | 6       | 7       | 8       | 9       | 10      | 11      | 12      | 13      | 14      | 15      | 16      | Points inscrits | Classement |
| ------ | ----------------- | -------------------- | -------- | ------------ | ------- | ------- | ------- | ------- | ------- | ------- | ------- | ------- | ------- | ------- | ------- | ------- | ------- | ------- | ------- | ------- | --------------- | ---------- |
| 1982   | TAG Williams Team | Ford-Cosworth DFV V8 | Goodyear |              | AFS     | BRÉ     | EUO     | SMR     | BEL     | MON     | EUE     | CAN     | P-B     | GBR     | FRA     | ALL     | AUT     | SUI     | ITA     | LVE     | 58*             | 4e         |
| 1982   | TAG Williams Team | Ford-Cosworth DFV V8 | Goodyear | Derek Daly   |         |         |         |         | Abd.    | Abd.    | 5e      | Abd.    | 5e      | 5e      | 7e      | Abd.    | Abd.    | 9e      | Abd.    | 6e      | 58*             | 4e         |
| 1982   | TAG Williams Team | Ford-Cosworth DFV V8 | Goodyear | Keke Rosberg |         |         |         |         | 2e      | Abd.    | 4e      | Abd.    | 3e      | Abd.    | 5e      | 3e      | 2e      | 1er     | 8e      | 5e      | 58*             | 4e         |

Légende : ici  

* 14 points marqués avec la Williams FW07C en 1982.

## Williams FW08B
Dotée de six roues grâce à un double train arrière, la Williams FW08B est l'opposée de la Tyrrell P34 de 1976 et 1977. La FW08B est une quatre roues motrices qui suit le modèle de l'écurie britannique March avec sa 2-4-0 qui ne fut jamais engagée en championnat. 
La FW08B fut conçue pour réduire la traînée générée par les gros pneus arrière en les remplaçant par quatre pneus de plus petite taille. Williams voyait là un moyen pour contrebalancer la puissance supérieure des moteurs turbocompressés de certains concurrents. La FIA, en stipulant dans son règlement que désormais les monoplaces devaient avoir uniquement quatre roues, conduit à l'abandon de cette solution technique.

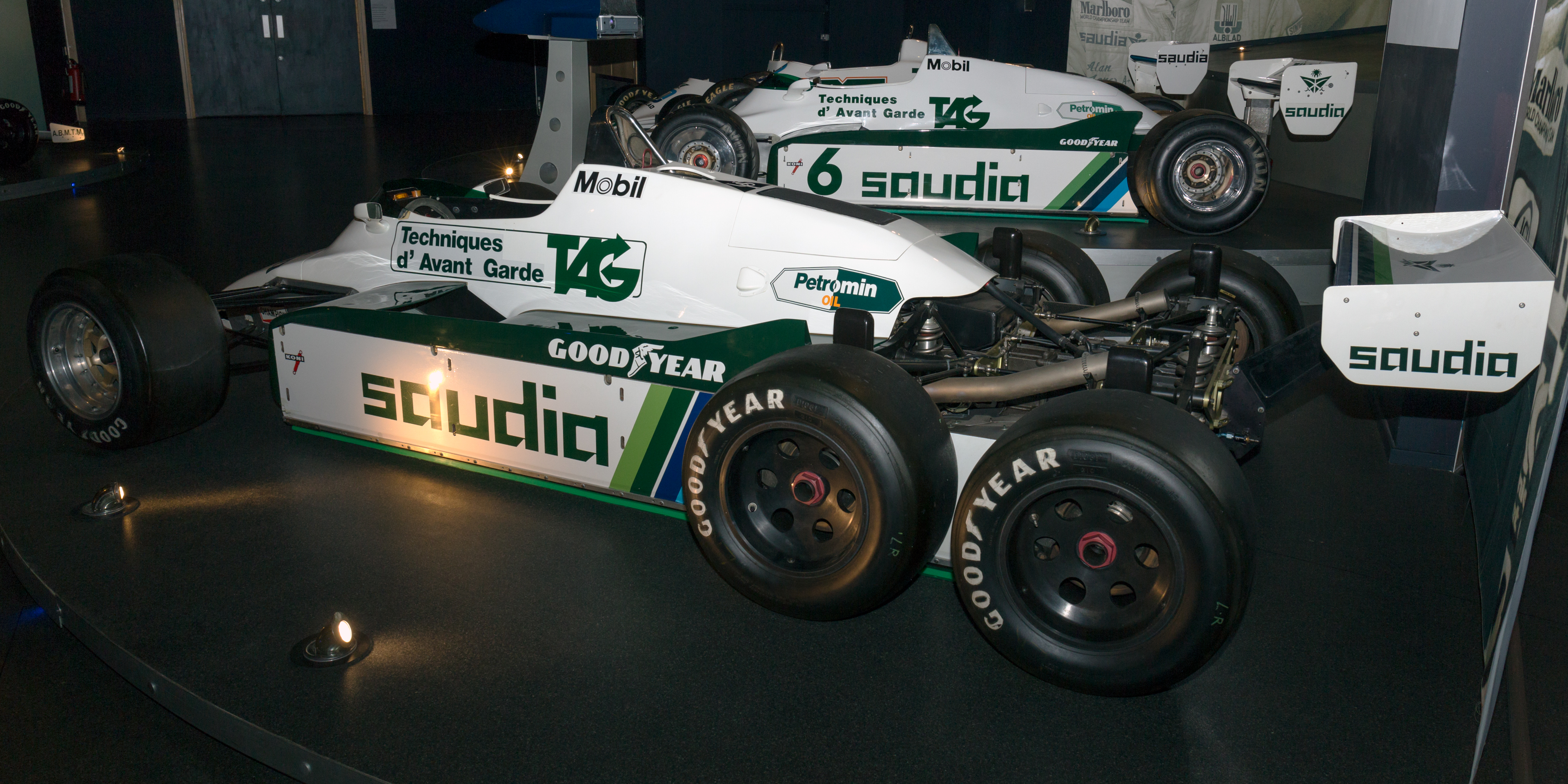
Vue arrière de la FW08B
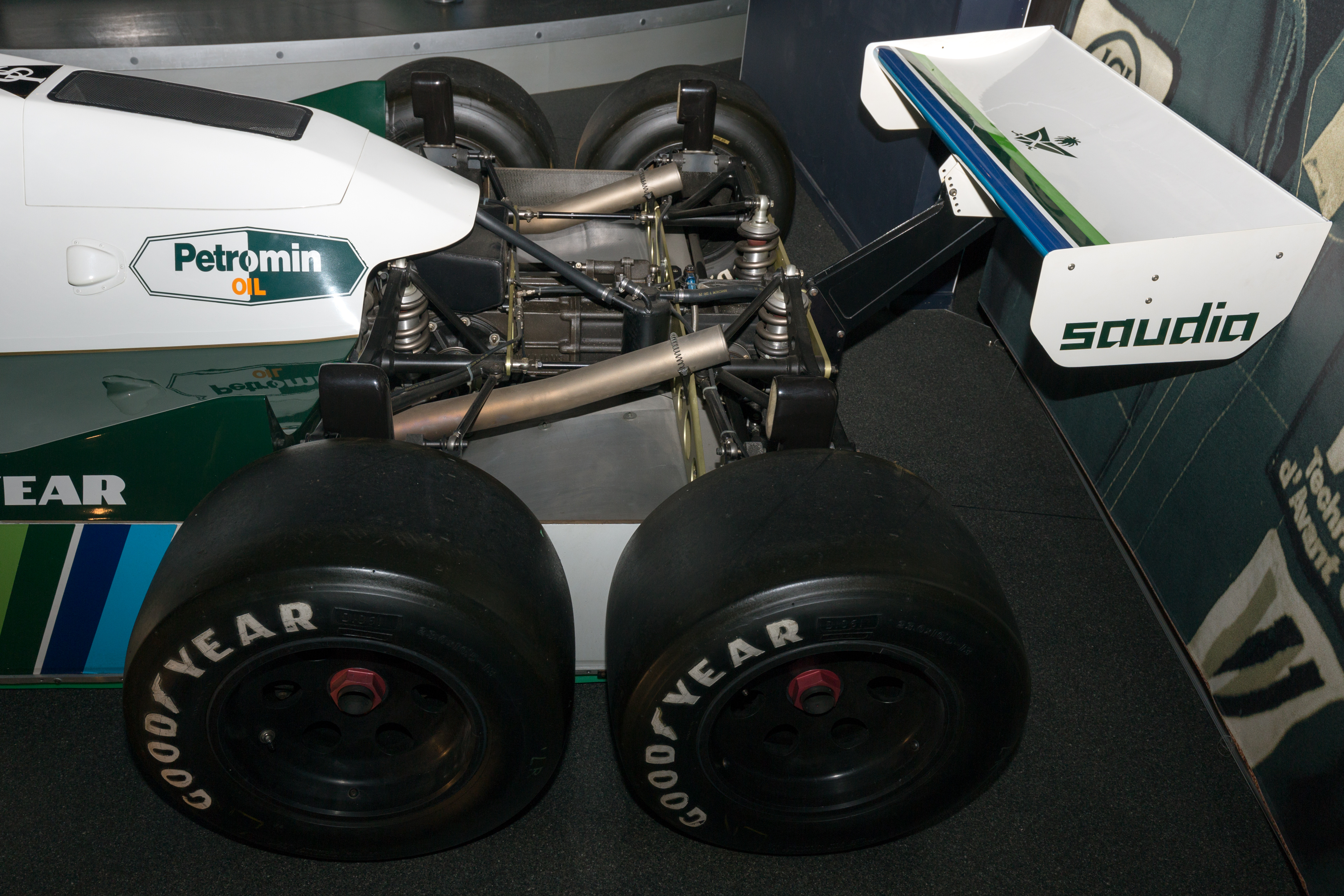
Gros plan sur le train arrière à deux essieux de la FW08B